# 室内のためのピアノ小品集
室内のためのピアノ小品集（しつないのためのぴあのしょうひんしゅう）は、早坂文雄が1941年に作曲したピアノ独奏曲集。

## 概要
早坂文雄は「日常生活における深い静かなそして短くとも芸術味に富んだピアノ曲」として、『室内のためのピアノ小品集』第一輯を編んだ。第二輯、第三輯と続けていくつもりであったが、残されているのはこの第一輯のみである。全体は17曲からなり、第1曲から第10曲までは1941年夏に、残りは同年暮れに書かれた。

## 構成
各曲の発想標語と片山杜秀による訳は次の通り。
- 第1曲 Grave 荘重に
- 第2曲 Allegretto ballabile 舞曲風のアレグレット
- 第3曲 Andante melancoria 憂鬱なアンダンテ
- 第4曲 Andante moderato intimissimo 極めて内的なアンダンテ・モデラート
- 第5曲 Largehtto deliberato 堂々たるラルゲット
- 第6曲 Allegretto umoristico しゃれたアレグレット
- 第7曲 Andante calma 静かなアンダンテ
- 第8曲 Allegro impaziente, leggiero 焦って浮足だったアレグロ
- 第9曲 Moderato dolente 悲しいモデラート
- 第10曲 Moderato tenerezza affetto 優しい情に満ちたモデラート
- 第11曲 Andante aussi calma que possibile, delicatamente, vago 密やかで繊細で朧なアンダンテ
- 第12曲 Largo cantabile estompe, amabile 優しくふんわりと歌うようなラルゴ
- 第13曲 Moderato con ardore 生気あふれるモデラート
- 第14曲 Moderato intimissimo, religiosamente 内的で敬虔なモデラート
- 第15曲 Andante tranquillo e sentito ma semplice 静かで心のこもって純粋なアンダンテ
- 第16曲 Moderato umoroso しゃれたモデラート
- 第17曲 Allegro animosamente 大胆なアレグロ

## 演奏
初演は1942年、藤田晴子による。戦後は1999年12月に高橋アキが全曲を通奏している。高橋アキは「21世紀に伝えたい20世紀の音楽」というアンケートに対し、この早坂のピアノ曲を選んだ。

## 楽譜
1943年に新興音楽出版社から全曲の楽譜が出版された。2002年には全音楽譜出版社から、佐藤慶次郎の監修、高橋アキによる運指・テンポ指示、中嶋恒雄による楽曲分析で楽譜が出版されている。

## 録音
髙橋アキの発案によりカメラータ・トウキョウからCDが発売されている。録音は2003年4月2日-3日、三重県総合文化センター。